# De Heuvel
De Heuvel est une localité des Pays-Bas appartenant à la commune de Buren.